# FitzRoy Somerset

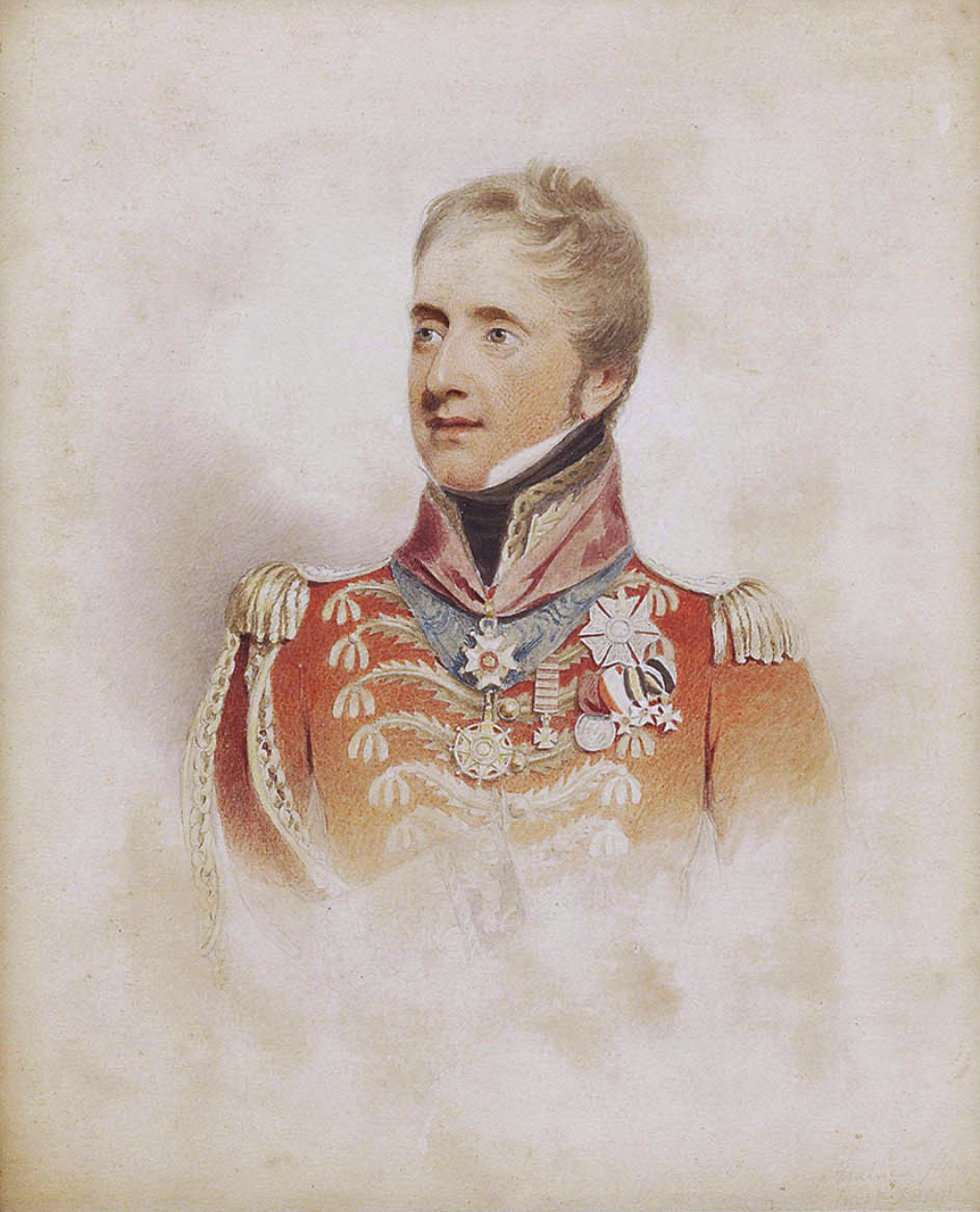
De jonge FitzRoy Somerset door William Henry Haines.

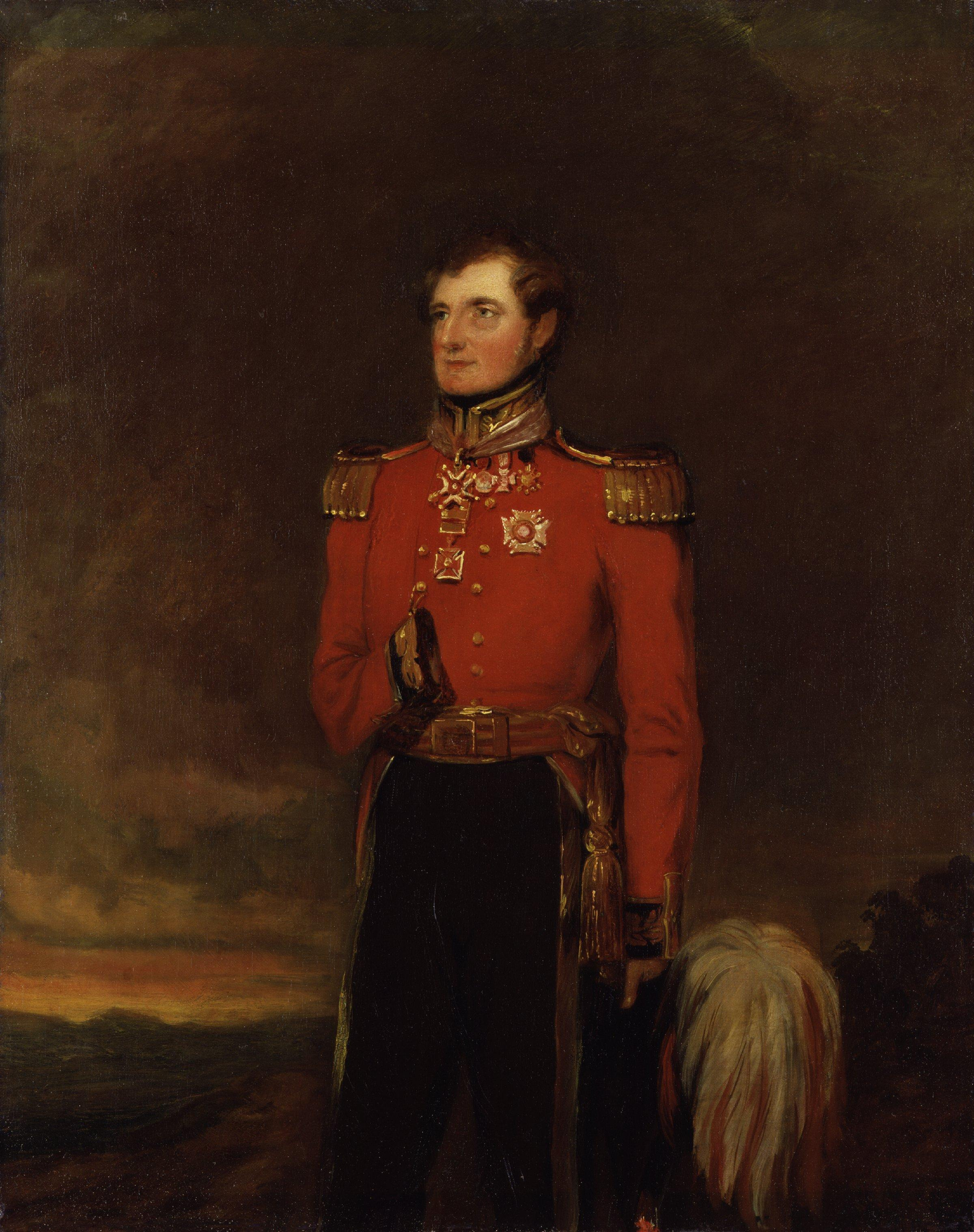
Portret door William Salter, 1838-1840 zonder zijn geamputeerde arm.

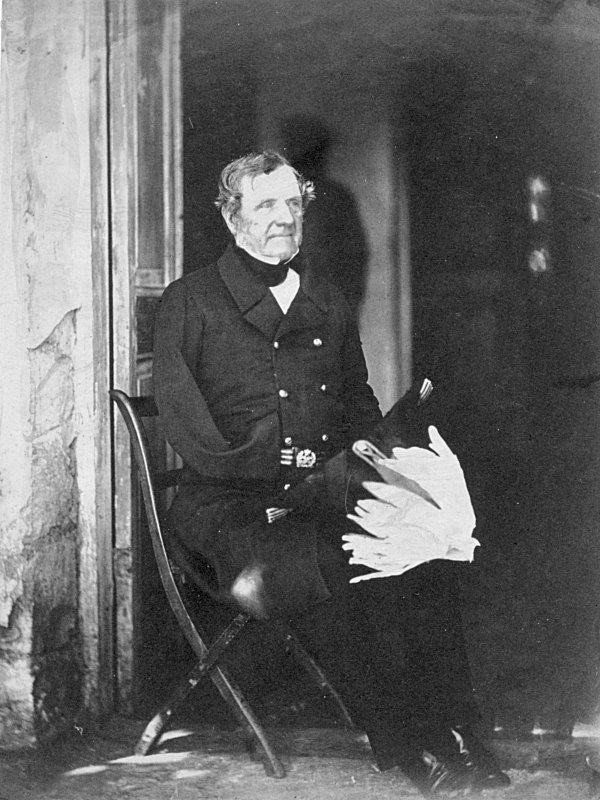
Lord Raglan in 1855 tijdens de Krimoorlog

FitzRoy James Henry Somerset, 1e baron Raglan, kortweg Lord Raglan, (Badminton, 30 september 1788 – Sebastopol, 29 juni 1855) was een Brits veldmaarschalk die in de Slag bij Waterloo zijn arm verloor en die het bevel voerde over de Britse troepen in de Krimoorlog.

## Opleiding
FitzRoy was de achtste en jongste zoon van Henry Somerset, 5e hertog van Beaufort en zijn vrouw  Elizabeth, dochter van admiraal Edward Boscawen. Somerset bezocht Westminster School en nam in 1804 dienst bij de 4th Queen's Own Hussars.

## Diplomaat
In 1807 werkte Somerset onder Arthur Paget op de Britse ambassade in het Ottomaanse Rijk. In hetzelfde jaar koos Arthur Wellesley hem uit voor een missie naar  Kopenhagen. Het jaar daarop vergezelde hij Wellington naar Portugal.

## Spaanse Onafhankelijkheidsoorlog
Gedurende de Spaanse Onafhankelijkheidsoorlog was Somerset de aide-de-camp van Wellington.
In de Slag bij Buçaco liep hij vijf steekwonden op in zijn linkerschouder. Hij vocht in de Slag bij Fuentes de Oñoro. Hij bestormde als vrijwilliger samen met het 52nd (Oxfordshire) Regiment of Foot de Ciudad Rodrigo. In 1812 leidde hij de bestorming in de Belegering van Badajoz en sprong hij als eerste in de bres.

## Secretaris te Parijs
Tijdens de heerschappij van de Bourbons in 1814 en 1815 was Wellington Brits ambassadeur te Parijs en was Somerset zijn secretaris.

## Slag bij Waterloo
Toen de oorlog weer opflakkerde werd Somerset opnieuw aide-de-camp van Wellington.
In de Slag bij Waterloo moest zijn rechterarm geamputeerd worden. Hij leerde schrijven met zijn linkerhand en na de oorlog werd hij opnieuw secretaris op de Britse ambassade te Parijs.

## Politiek
Van 1818 tot 1820 en van 1826 tot 1829 zetelde Somerset in het Lagerhuis voor Truro. 1819 was hij secretaris van Wellington als generaal van de artillerie en van 1827 tot de dood van Wellington in 1852 was hij militair secretaris van Wellington als opperbevelhebber. Hij werd dan zelf generaal van de artillerie en Privy Council of the United Kingdom op 16 oktober 1852. Op 11 oktober 1852 werd hij verheven tot de eerste Baron Raglan.

## Krimoorlog
In 1854 bij het begin van de Krimoorlog werd lord Raglan bevorderd tot generaal en kreeg hij het bevel over de Britse troepen die naar de Krim gezonden werden samen met het Frans leger onder maarschalk Armand Jacques Leroy de Saint-Arnaud. Op 26 september 1954 droeg die doodziek van cholera het bevel over de Franse troepen over aan maarschalk François Certain Canrobert, met wie Raglan meningsverschillen had. De diplomatieke ervaring kwam Lord Raglan goed van pas in de omgang met de Franse, Ottomaanse en Britse generaals. Raglan slaagde erin om Canrobert te doen terugroepen naar Frankrijk.
In de Slag bij Balaklava gaf Lord Raglan verschillende onduidelijke bevelen, wat vele Britse soldaten het leven kostte in de Charge van de Lichte Brigade.
Een maand later wonnen de Britten en de Franse een beslissende overwinning in de Slag bij Inkerman en Lord Raglan werd bevorderd tot veldmaarschalk.
Lord Raglan kreeg in de pers kritiek voor het gebrek aan voedsel en kledij waaraan de Britse soldaten in de winter leden tijdens de Belegering van Sebastopol (1854-1855). Van 32.000 man van het Brits contingent waren er 23.000 ziek en maar 9.000 inzetbaar.
De mislukte bestorming van 18 juni 1855 greep Lord Raglan erg aan hoewel zijn nieuwe Franse collega Aimable Jean Jacques Pélissier hem steunde. Lord Raglan stierf op 29 juni 1855 aan dysenterie.

## Trivia
De naam van de Raglancape en -jas is volgens de legende gebaseerd op de troepen van Lord Raglan die tijdens de Krimoorlog vanwege de kou in hun dekens een gat maakten en die vervolgens zo over hun hoofd trokken.
- Bibliothèque nationale de France: cb17788796q (data)
- Gemeinsame Normdatei: 119248034
- International Standard Name Identifier: 0000 0000 3398 4246
- Library of Congress Control Number: n93016289
- Nationale Bibliotheek van Israël: 987007448837005171
- Nederlandse Thesaurus van Auteursnamen: 070012989
- Système universitaire de documentation: 13303061X
- Trove: 1493411
- Virtual International Authority File: 59890228
- WorldCat: E39PBJptVXt7Hxt3BGwcf3PYT3